# Pastificio Novella
Pastificio Novella è un'azienda alimentare italiana, specializzata nella produzione di pasta e altri prodotti gastronomici freschi.

## Storia
L'azienda nacque nel 1903, con l'acquisizione da parte di Rachele Novella e del marito Giacomo Bozzo della bottega di produzione di pasta secca della famiglia Razeto, già attiva dall'Ottocento e con sede in via Roma, a Sori. Il marito morì durante la prima guerra mondiale e alla proprietaria Rachele si unì nella gestione aziendale il fratello Natale Novella. Col mutare del gusto dei consumatori, nel corso degli anni '50 del Novecento l'azienda iniziò la produzione di pasta fresca, prodotto col quale si sarebbe affermata sul mercato.
Il successo delle vendite si estese e la richiesta di prodotti spinse l'azienda a ideare un sistema di meccanizzazione del processo di produzione. Bacci Cavassa, genero di Natale Novella, studiò e brevettò la prima macchina per la produzione meccanizzata delle trofie, contribuendo significativamente alla commercializzazione industriale del prodotto.
Dal 1995 i prodotti entrarono nel commercio della grande distribuzione organizzata e nel circuito della ristorazione. Nel 2020, durante la pandemia di COVID-19 in Italia, l'azienda decise di aumentare gli stipendi ai dipendenti in solidarietà per il periodo di crisi.
L'azienda produce circa trenta formati di pasta fresca, vari tipi di salse, e prodotti gastronomici freschi. Produce inoltre una gamma di prodotti freschi a marchio Fresche bontà (pesto e trofie) per il gruppo PAM Panorama, e altri per Cortilia Spa e Unes.